# Balanceo del holandés
El balanceo del holandés es un tipo de movimiento aeronáutico que se produce cuando existe un gran efecto del ángulo diedro junto con poco plano de cola vertical en una aeronave. Una solución para evitar este balanceo es utilizar el amortiguador de guiñada, que es un dispositivo que actúa automáticamente sobre el timón de dirección. 
Se produce cuando el efecto del diedro predomina sobre la estabilidad direccional y suele ser más acusado en aviones en flecha. Es un movimiento oscilatorio que se da a baja velocidad y CI elevados. Se produce cuando una guiñada expone un ala al viento relativo de manera más perpendicular. Ello provoca un aumento de la sustentación y por tanto un aumento de la resistencia a la vez que un movimiento de alabeo. El aumento de resistencia del ala que sube crea un movimiento de guiñada contrario al de alabeo pero, en esta ocasión, el efecto diedro ya habrá contrarrestado el alabeo inicial con lo que se tendrá la misma situación que al principio pero en el ala contraria, repitiéndose el ciclo una y otra vez.

## Origen del nombre
El origen del nombre balanceo del holandés es incierto. Sin embargo, es probable que este término, que describe un movimiento asimétrico lateral de un avión, haya sido tomado de una referencia al movimiento de apariencia similar que se puede ver en el patinaje sobre hielo. En 1916, el ingeniero aeronáutico Jerome Clarke Hunsaker publicó la siguiente cita:

Balanceo del holandés: el tercer elemento en el movimiento [lateral] [de un avión] es un guiñada hacia la derecha y hacia la izquierda, combinado con una rodadura. El movimiento es oscilatorio durante un período de 7 a 12 segundos, que puede amortiguarse o no. La analogía con el 'balanceo holandés' o el apoyo sobre el 'borde exterior' en el patinaje sobre hielo es obvia.

En 1916, balanceo del holandés era el término utilizado para describir la forma de patinar repetidamente apoyándose a derecha e izquierda en el borde exterior de los patines. En esta época, el término había sido importado del patinaje a la ingeniería aeronáutica, quizás por el propio Hunsaker, solo cinco años después de que G. H. Bryan hiciera el primer análisis matemático del movimiento lateral de la aeronave en 1911.